# Hemilepidotus jordani
Hemilepidotus jordani är en fiskart som beskrevs av Bean, 1881. Hemilepidotus jordani ingår i släktet Hemilepidotus och familjen simpor. Inga underarter finns listade i Catalogue of Life.